# Schloss Šluknov

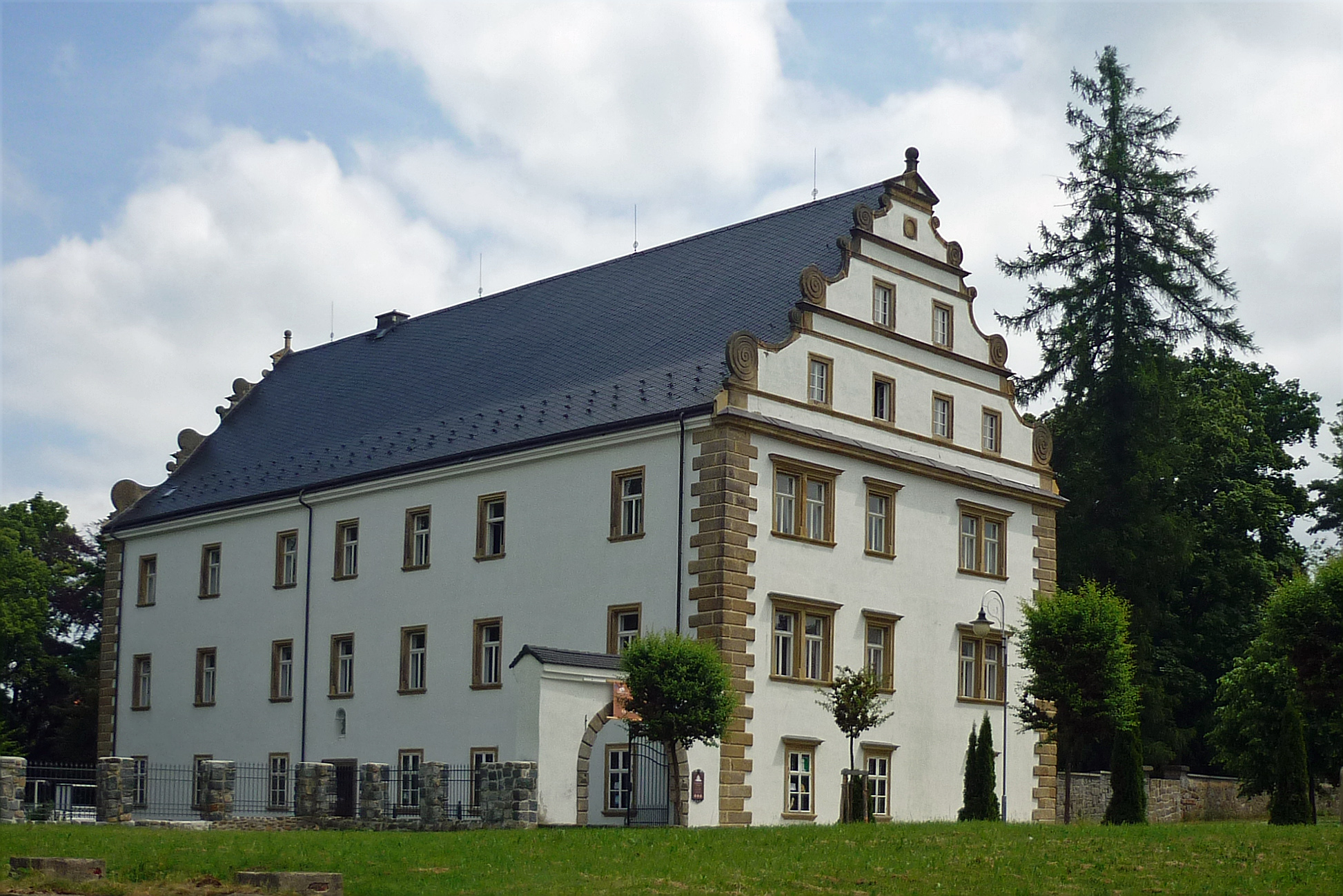
Gesamtansicht des Schlosses

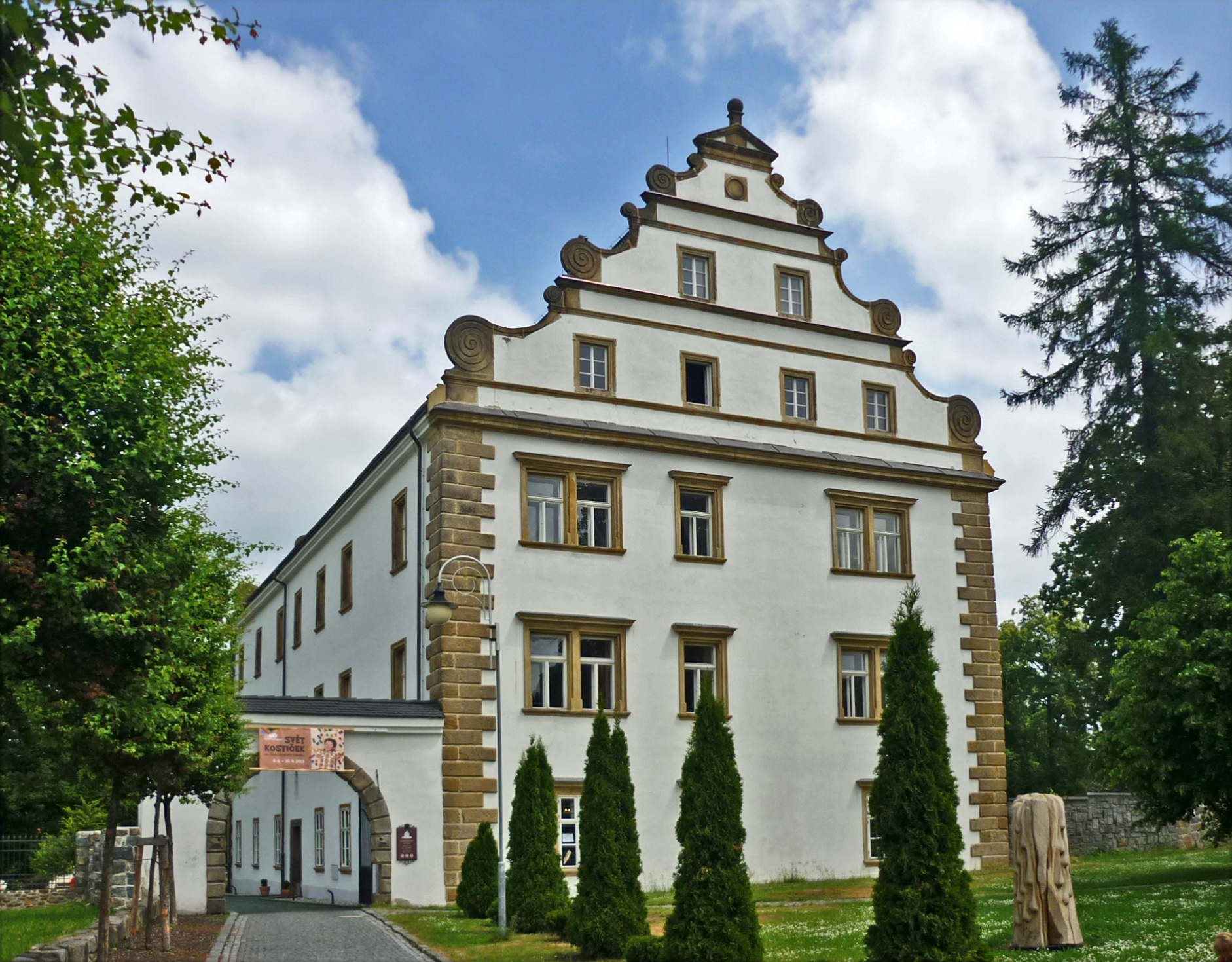
Schloss Schluckenau, Westseite mit Renaissancegiebel

Das Schloss Šluknov oder Schloss Schluckenau befindet sich in der nordböhmischen Kleinstadt Šluknov (deutsch Schluckenau), unweit des Marktplatzes in einer kleinen Parkanlage.

## Beschreibung
Der von einem Park mit Schlossgarten mit fremdartigen Gehölzen umgebene zweigeschossige Renaissancebau mit spitzem Giebeldach ist ein typischer Einhausbau – Nebengebäude finden sich hier nicht. Im Erdgeschoss ist das Informations- und Tourismuszentrum der Stadt sowie eine Konditorei untergebracht. Im zweiten Geschoss befindet sich das Forstmuseum. Das Schloss ist ein Beispiel für die sächsische Renaissance in Böhmen.

## Geschichte
Das Schloss wurde zwischen 1566 und 1573 für Georg von Schleinitz erbaut. Schluckenau war ein herrschaftlicher Sitz, der 1618 für kurze Zeit den Herren von Starschedel gehörte. Nach der Schlacht am Weißen Berg 1620 wurden die Güter des Otto von Starschedel konfisziert und die Herrschaft Schluckenau für 122.500 Floren an Wolfgang von Mansfeld verkauft. Durch Heirat gelangte die Herrschaft später an die Fürsten von Dietrichstein und danach an die Grafen von Harrach. Letztere veräußerten ihren Grundbesitz in Schluckenau 1876 an den Holzhändler Ernst Grumbt. Die Familie Grumbt besaß das Schloss bis 1936, danach erwarb es Erwein Leopold Maria Alexius Nostitz-Rieneck. Nach dem Ende des Zweiten Weltkrieges wurde das Schloss Schluckenau 1945 enteignet und verstaatlicht.
1986 brannte das Schloss aus. Aus finanziellen Gründen wurden nach 1990 die Wiederaufbauarbeiten abgebrochen, so dass das Schloss eine Ruine ohne Dach blieb. Zwischen 2005 und 2008 erfolgte der Wiederaufbau mit Fördermitteln der EU. Neben Ausstellungs- und Veranstaltungsräumen befindet sich im Gebäude auch ein Informationsbüro für Touristen. Der an das Schloss anschließende Park wird heute teilweise für öffentliche Veranstaltungen genutzt. Seit Bestehen der grenzüberschreitenden deutsch-tschechischen Fünfgemeinde im Jahr 2000 wird das Schloss in die Aktivitäten des losen kommunalen Verbundes der Grenzregion eingebunden. Besitzer des Schlosses ist die Stadt Šluknov.

## Forstmuseum
Das Forstmuseum (Lesnické muzeum) wurde durch die Mittlere Forst- und Sozialschule (Střední lesnická škola a Střední odborná škola sociální) Šluknov im zweiten Geschoss des Schlosses eingerichtet und am 27. Juni 2012 eröffnet. In vier thematisch gestalteten Räumen sind ca. 200 Exponate, wie Sägen, Kluppen, Messbänder, Theodolite, Barometer und Funkgeräte ausgestellt, die die historische Entwicklung der Forstwirtschaft darstellen sollen. Themen der einzelnen Ausstellungsräume sind die „Waldarbeit“, „meteorologische, dendrometrische und geodätische Geräte“, „Waldbau und Forstschutz“ sowie „Holzfällung und Nebennutzung“. Der größte Teil der Exponate stammt aus dem Sammlungen der Forstschule, weitere Ausstellungsobjekte sind Schenkungen von Bürgern.
Im Zusammenhang mit der durch die Forstschule gestalteten Ausstellung „Historische Waldnutzungen in der Oberlausitz“ im Oberlausitzer Forstmuseum in Sohland an der Spree wurden beide Forstmuseen im Rahmen eines Projekts der Euroregion Neiße vernetzt. Zwischen den Museen wurde ein grenzüberschreitender Wanderweg angelegt, der über 6,5 Kilometer von Schluckenau über Neugrafenwalde (Nové Hraběcí) und das Schebich nach Obersohland führt.